# Sparganophilus
Sparganophilus ist der Name einer Gattung von Wenigborstern, der einzigen Gattung der monogenerischen Familie Sparganophilidae in der Ordnung der Crassiclitellata (Regenwürmer im weiteren Sinne), deren rund 3 bis 13 Arten im Boden im Süßwasser leben und in Nordamerika und Mittelamerika verbreitet sind.

## Merkmale
Die Sparganophilidae haben einen zylindrischen Körper, der ein Bauchrinne zu bilden vermag. Dorsale Poren fehlen oder sind, wenn überhaupt, nur im vorderen Körperabschnitt vorhanden. An jedem Segment sitzen 4 Paar Borsten. Der Darmkanal weist weder Kaumägen noch Kalkdrüsen auf. Die großen Nephridien sind wohl entwickelt.
Das Clitellum der Zwitter ist entweder sattelförmig (Sparganophilus tamesis, Sparganophilus pearsei) oder ringförmig (Sparganophilus smithi) und reicht vom 15., manchmal 14. Segment bis zum 25., manchmal 28. Segment. Die paarige Tubercula pubertatis ist meist rippenförmig, kann aber segmentweise aufgeteilt sein. Das Paar der unauffälligen männlichen Geschlechtsöffnungen sitzt zwischen dem 6. (manchmal 5.) und dem 9. Segment. Die meist 4 oder weniger, möglicherweise aber bis zu 14 Paar prostataartigen Drüsen haben keine Verbindung mit den männlichen Geschlechtsausgängen und befinden sich in den Segmenten vom 22. bis zum 26. Segment. Die 1 bis 4 Paar Receptacula seminis haben keine Blindsäcke.

## Verbreitung, Lebensraum und Lebensweise
Die Sparganophilidae sind in Nordamerika und Mittelamerika in Guatemala, Mexiko, Kalifornien, North Carolina, Michigan und Ontario verbreitet. Insbesondere Sparganophilus tamesis ist jedoch vom Menschen nach Großbritannien und Frankreich verschleppt worden. Die Sparganophilidae leben im Boden von Binnengewässern und vertragen Schlamm mit wenig Sauerstoff, wobei sie ihr stark durchblutetes Hinterende mit seiner kapillarreichen Epidermis zur Oberfläche hin halten. Wie andere Crassiclitellaten sind sie Substratfresser, welche die organischen Bestandteile des verschluckten Substrats verdauen.

## Gattungen
Die Gattung Sparganophilus hat drei derzeit anerkannte Arten:
- Sparganophilus tamesis Benham, 1892
- Sparganophilus pearsei Reynolds, 1980
- Sparganophilus smithi Eisen, 1896

Weitere beschriebene Arten sind Sparganophilus eiseni Smith, 1895, Sparganophilus benhami Eisen, 1896, Sparganophilus guatemalensis Eisen, 1896, Sparganophilus carneus Eisen, 1896 und Sparganophilus langi Bouche & Qui, 1998, die als Synonyme von Sparganophilus tamesis gelten. Einen ungeklärten Status haben Sparganophilus gatesi Reynolds, 1980, Sparganophilus helenae Reynolds, 1980, Sparganophilus komareki Reynolds, 1980, Sparganophilus kristinae Reynolds, 1980, Sparganophilus sonomae Eisen, 1896, Sparganophilus tennesseensis Reynolds, 1977 und Sparganophilus wilmae Reynolds, 1980.